# Kebarià
El Kebarià és una cultura del Paleolític superior que es va desenvolupar a l'Orient pròxim entre 16.000 a 12.000 BP. Pren el nom del jaciment de la cova de Kebara a Israel. El tipus de societat era de caçadors i recol·lectors. La indústria lítica que confeccionaven era de tipus microlític geomètric (triangles, rectangles i trapezis) que progressivament disminueixen la seva mida. Van fer ja instruments de pedra per a moldre. També habitaven zones del desert del Nègueb. Habitaven en poblats que ocupaven de 300 a 400 m² i les cabanes eren semisubterrànies. L'art trobat és escàs; normalment només hi ha unes marques en ossos però es va trobar la silueta d'un cavall en una plaqueta.